# George Armstrong Custer
George Armstrong Custer (New Rumley, 5 december 1839 – Crow Agency, 25 juni 1876) was een Amerikaanse cavaleriecommandant tijdens de Amerikaanse Burgeroorlog en de Amerikaans-indiaanse oorlogen. Hij is het bekendst van zijn nederlaag en dood in de Slag bij de Little Bighorn, waar hij met zijn leger verpletterd werd door een coalitie van indiaanse stammen onder leiding van Sitting Bull en Crazy Horse.

## Biografie

### Kindertijd en jeugd
George Armstrong Custer werd geboren op 5 december 1839, in New Rumley, Ohio. Hij was de zoon van Emanuel Henry Custer en Marie Ward Kirkpatrick. Marie had al kinderen uit een vorig huwelijk, ze kreeg nog vijf kinderen met Emanuel. George werd op jonge leeftijd naar Monroe gestuurd om er bij zijn halfzus en schoonbroer te gaan wonen. Hij ging er naar de Mc Neely Normal School en studeerde er later ook af. Hij keerde in 1856 terug naar Ohio en begon te werken als onderwijzer. Dit bleek echter zijn roeping niet te zijn, hij nam ontslag en schreef zich in aan de United States Military Academy.

### Huwelijk

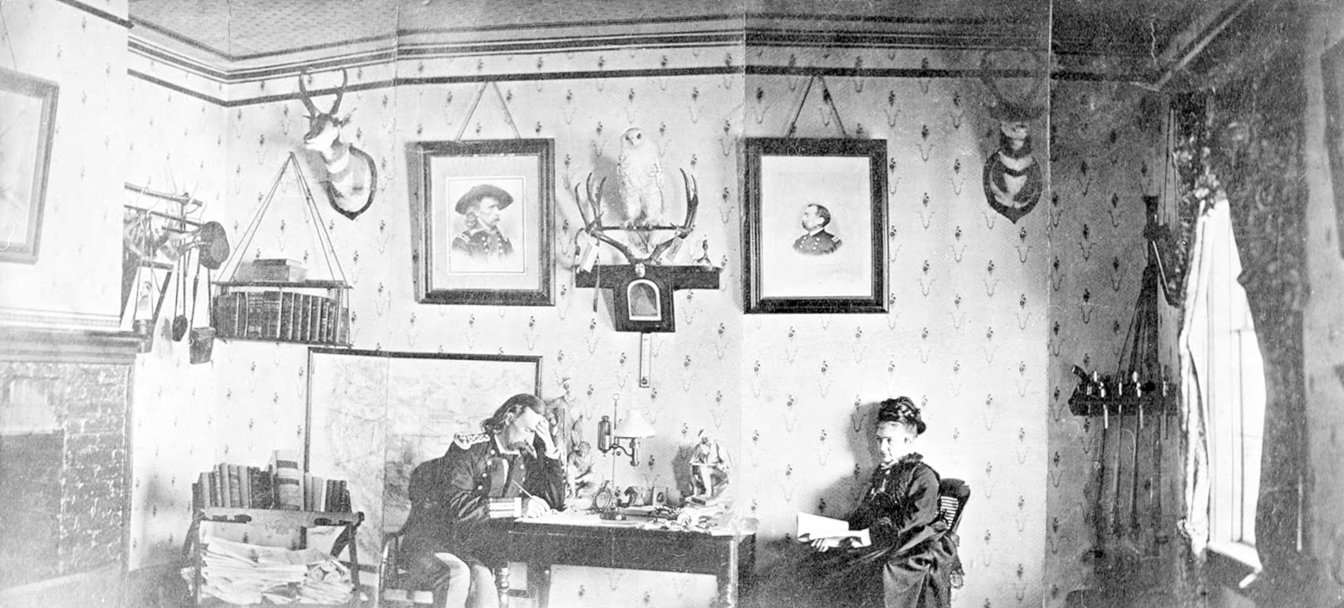
Custer en zijn vrouw in Fort Abraham Lincoln, Dakotaterritorium, 6 april 1874

Custer trouwde met Elizabeth Clift Bacon (1842–1933). Hij ontmoette haar voor het eerst toen hij tien jaar oud was. Hij werd voorgesteld aan haar in november 1862, toen hij thuis (in Monroe) met verlof was. Aanvankelijk was ze niet in hem geïnteresseerd en haar vader, rechter Daniel Bacon, vond Custer geen geschikte partij want hij was de zoon van een smid. Het was pas na zijn promotie tot de rang van 'brevet brigadier general' dat hij de goedkeuring van rechter Bacon kreeg. Veertien maanden nadat ze formeel aan elkaar voorgesteld waren, trouwde hij met Elizabeth Bacon.
Na de slag bij de Washita in november 1868 zou Custer (aldus kapitein Frederick Benteen, hoofd van de Ben Clark-scouts, en Cheyennelegendes) onofficieel "getrouwd" zijn met Mo-nah-se-tah, de dochter van het Cheyenneopperhoofd Little Rock (Little Rock werd gedood in de slag bij de Washita). In januari 1869, twee maanden na het gevecht bij de rivier de Washita, kreeg Mo-nah-se-tah een kind. Volgens de Cheyennelegendes kreeg ze nog een tweede kind van Custer. Volgens sommige geschiedkundigen zou Custer onvruchtbaar geworden zijn nadat hij in West Point gonorroe had opgelopen. De vader zou in werkelijkheid zijn broer Thomas zijn geweest.

### Goud
In 1874 ontdekte Custer goud in de Black Hills. De bekendmaking hiervan leidde tot een goudkoorts en de stichting van (in eerste instantie wetteloze) plaatsen als Deadwood.

## Militaire loopbaan
- Cadet: 1857
- Second Lieutenant: 24 juni 1861[2]
- First Lieutenant: 17 juli 1862[2]
- Reverted First Lieutenant: november 1862
- Tijdelijk Captain: 5 juni 1862 – 31 maart 1863[2]
- Captain van de vrijwilligers (USV): 1 februari 1866
- Major: 1863
- Colonel: 1864
- Lieutenant Colonel: 1866[2]
- Brigadier General van de vrijwilligers (USV): 28 juni 1863[3]
- Titulair Brigadier General in het reguliere leger (USA): 13 maart 1865
- Titulair Major General in het reguliere leger (USA): 13 maart 1865[4]
- Titulair Major General van de vrijwilligers (USV): 15 april 1865[3]